# Рябова, Анастасия Витальевна
Анастасия Витальевна Рябова (род. 1985, Москва) — художница, куратор. Лауреат Премии Кандинского (2011, номинация «Медиа-арт. Проект года»), лауреат премии «Соратник». Автор архива частных коллекций художников Artists’ Private Collections (с 2010).

## Биография
Родилась в 1985 году в Москве. Создатель «Artists’ Private Collections» — интернет-архива произведений современного искусства из частных коллекций художников. Проект сайта «Artists’ Private Collections» был осуществлен при начальной финансовой поддержке фонда «Виктория» и фонда Сандретто Ре Ребауденго в рамках русско-итальянской выставки «Модерникон». Одна из авторов проекта megazine.biz, интернет-магазина, где ничего нельзя купить (все товары нарисованы художниками Алексеем Булдаковым, Александрой Галкиной, Алисой Йоффе, Жанной Кадыровой, Виктором Макаровым, Леной Мартыновой, Максимом Рогановым, Анастасией Рябовой, Давидом Тер-Оганьяном и Ольгой Чтак).
По инициативе Анастасии Рябовой и Алексея Булдакова в 2011 году был запущен проект «Агентство Супостат», «инициатива художников, теоретиков и журналистов по созданию и разработке платформы, направленной на изучение, анализ и развитие художественной среды, в которой мы работаем».
В 2011 году дважды номинировалась на премию Кандинского. На приз молодому художнику года Анастасия Рябова выставила пластическую работу «Где твоё знамя, чувак?», а на приз «Проект года в области медиаарта» — свой нет-арт-проект «Artists’ Private Collections». В итоге художница победила во второй номинации и стала единственной женщиной, получившей премию Кандинского в номинации «Проект года в области медиаарта». Со следующего года медианоминация была отменена, так что Анастасия Рябова оказалась ещё и последней, кто её выиграл.
В том же году несколькими месяцами ранее стала лауреатом премии «Соратник», заняв третье (призовое) место.
В 2011 году осуществила проект «Artists’ Ride Space», устроив на собственном велосипеде, в небольшом «окошечке» под рулем, художественную галерею одной работы. В течение года там экспонировались работы Алисы Йоффе, Алексея Булдакова, Валерия Чтака и других художников.
В 2012 году при поддержке фонда «Виктория» инициировала проект «Президиум ложных калькуляций». Выставка проходила в нестандартном для Москвы месте — в Музее предпринимателей, меценатов и благотворителей.

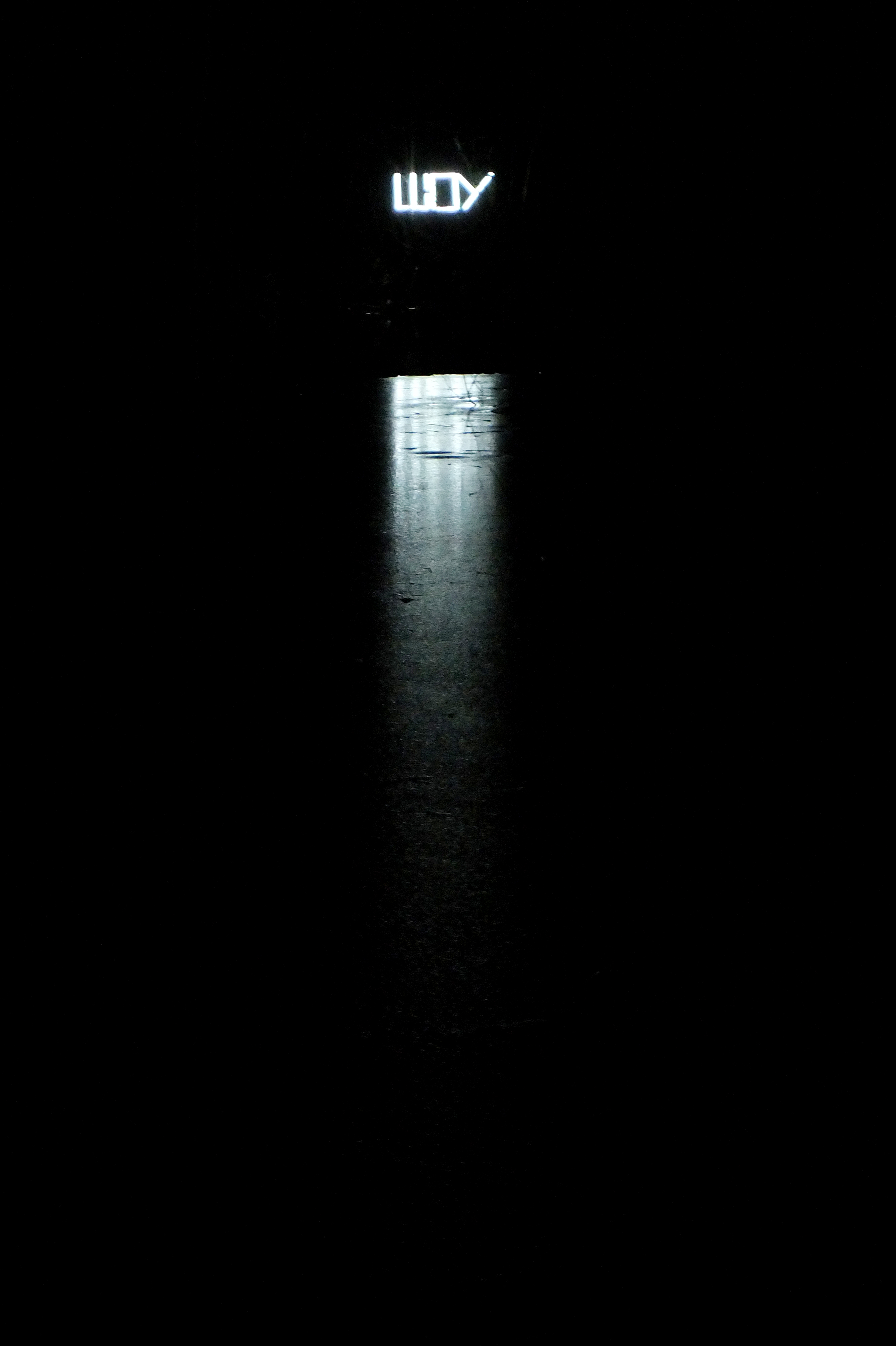
Движение Ночь «ШОУ». 2019

С 2015 года Рябова является одним из основателей «Движение Ночь».
В 2015 году вошла в список перспективных молодых художников России по версии Forbes, а в 2017 году в ТОП100 молодых авторов по версии InArt.
Ночью происходит всё самое важное. Днём работают выставки и галереи, вечером проходят концерты и перформансы, а ночь — это истинное время, когда искусство начинает работать по-настоящему. Ночь — это ещё и метафора выключения из рутинной повседневности, когда останавливается основной механизм капиталистических отношений. Движение Ночь — это мета-институция, которая работает вне места и действия, и только время имеет значение.Юрий Юркин, журнал aroundart
Осенью 2016 года, по программе Helsinki International Artist Programme (HIAP), занималась творчеством в арт-резиденции в Финляндии.
В 2018 году работала во Владивостоке, ЦСИ «Заря». Создала Звездный проспект — 3. Работала над серией «Твоим утром в мою Ночь» и открыла одноимённую выставку.
В 2019—2020 годах жила и работала в Санкт-Петербурге. Вела курс «Эстетическое родство», Школа Розы.
В 2021 году — автор геометрической прогулки Н³ фонда V-A-C для проекта «Музейной четвёрки».

## Выставки

### Персональные выставки
- 2021 — «JDOO ILI DOO» (совм. с Марианной Абовян), Институт Горючих Ископаемых, Москва[17]
- 2020 — «Discord Show / Стикер паки». «Работай Больше! Отдыхай Больше!», Online, Минск[18]
- 2019 — «Плюс». Галерея FFTH, Санкт-Петербург[19]
- 2018 — «Твоим утром в мою ночь», ЦСИ Заря, Владивосток[20]
- 2017 — «Ириска и конфетка на острие борьбы или где найти четыре ошибки?», Фонд Владимира Смирнова и Константина Сорокина, Москва[21]
- 2016 — «Candy and toffee on the edge of feud or where to find four mistakes?», Academy of Fine Arts, Tasku-galleria Näyttely, Хельсинки[22]
- 2015 — «Инвентарь обратного движения», Кураторская мастерская «Треугольник», Москва
- 2013 — «Звёздный Туннель», Галерея «Банка», Москва
- 2011 — «Биллион» (совм. с А. Булдаковым), Культурный центр «Арт-Пропаганда», Самара[23]
- 2011 — artistsprivatecollections.org (в рамках проекта «Волчок»), ARCOmadrid 2011, Мадрид[24][25]
- 2010 — «Годовой отчёт», В рамках параллельной программы арт-ярмарки COSMOSCOW, Москва
- 2010 — «It Works!», Brown Stripe Gallery, Москва
- 2009 — «TrolleyTram&Transp!» (совм. с М. Рогановым), LabGarage Gallery, Киев[26]
- 2006 — «Crowds of angry cunts», FABRIKA Project, Москва

### Коллективные выставки
2021
- «Салют», Мастерская Фонда поддержки современного искусства «СФЕРА», Москва[27]

2020
- «Неоинфантилизм», ДК Громов, Санкт-Петербург[28]
- Аукцион «Выручай», Инклюзивный Культурный центр «Тверская 15», Москва[29]
- VII Московская международная биеннале молодого искусства, Проект-платформа «Группа поддержки», Арт-Центр Cube.Moscow, Москва

2019
- «ЗИНЫ», Библиотека имени Н. А. Некрасова, Москва[30]
- «Инфография», Cube.Moscow, Москва[31]

2016
- VII Тематическая Экспозиция, Московский музей современного искусства, Москва[32]

2015
- "Метагеография. Пространство — образ — действие", Третьяковская галерея, Москва[33]
- "Vertical Reach", Artspace, Нью-Хейвен[34]

2014
- "Референдум по выходу из состава человечества", Teatr Powszechny, Варшава[35]

2012
- "Ответственный за тираж", Центр визуальной культуры, Киев[36][37]
- "Шоссе Энтузиастов", Дворец Каза деи Тре Очи, Венеция[38]
- "Тишина — это смерть", «Artplay», Москва[39]
- "Президиум ложных калькуляций", Музей предпринимателей, меценатов и благотворителей, Москва[40][41][42]
- "Выпьем за революцию", Family Business, Нью-Йорк[43]
- «Connected by art», Художественный музей Шверина, Шверин

2011
- "Медиа Удар", «Artplay», Москва[44]
- "Модерникон", Дворец Каза деи Тре Очи, Венеция[45][46]
- "Фантомные монументы", ЦСК «Гараж», Москва[47][48]

2010
- "Модерникон", Фонд Сандретто Ре Ребауденго, Турин[49][50]
- "Проверка на прочность", XL-галерея, в рамках биеннале «Стой! Кто идёт?», «Винзавод», Москва[51]
- "Tape It", Центр современного искусства OUI, Гренобль[52][53]
- «MediaAct», Галерея Жир, Центр современного искусства «Винзавод»
- «Moscou dans la valise», Les Salaisons, Romainville, Франция

2009
- «REALLY?», 3rd Московская биеннале современного искусства, Artplay, Москва
- "Русский леттризм", ЦДХ, Москва

2008
- «Small art», Галерея Марата Гельмана, Москва

2007
- «Fest of illustrations», Московский музей современного искусства на Тверском бульваре, Москва

## Публикации
- Задачник (2013) — Соавтор и редактор брошюры о городе и политической математике[54]
- Введение в профессию XXI век (2017) — Соавтор[55]
- Политики рисования (2019) — Соавтор[56]

## Кураторские проекты
- 2012 — «Президиум ложных калькуляций». Музей предпринимателей, меценатов и благотворителей, Москва[40][41][42].
- 2011 — «Artists' Ride Space»

## Работы находятся в собраниях
- Газпромбанк, Москва
- Фонд V-A-C, Москва
- Московский музей современного искусства, Москва
- ЦСИ Заря, Владивосток